# Ilyas Salman
Ilyas Salman (nascido a 14 de janeiro de 1949) é um actor, director de cinema, autor, roteirista e músico turco.
Compartilhou o Prémio a Melhor Actor do Festival Internacional de Cinema Adana Golden Boll em 2012, juntamente com Engin Günaydın pelo seu papel em Yeraltı.

## Biografia
Salman nasceu a 14 de janeiro de 1949 em Arguvan, Malatya. Foi aceite como um curdo devido às personagens curdas que tinha interpretado durante muitos anos. Em 2007, num artigo escrito por ele mesmo, e mais tarde num livro, revelou que era um aleví-turcomano.
É partidário de esquerda. Participou no rally do Partido Comunista de Turquia em Kartal a 1 de maio de 2006. Ele é um dos contribuintes da revista Turkish Left.

## Karanfil Kokuyor Cıgaram
A partir de 1 de outubro de 2009 queria iniciar a realização de um espectáculo chamado "Karanfil Kokuyor Cıgaram" onde ia ler os poemas do livro "Hasretinden Prangalar Eskittim" do poeta turco Ahmed Arif no Centro de Arte Bakırköy. O director visual da série seria o seu filho Temmuz Salman. A sua filha Devrim Salman seria a solista no espectáculo. No entanto, devido a alguns problemas de saúde temporárias, o programa foi adiado por um tempo.

## Filmografia

### Actor

#### Filmes
| Ano  | Título original                      | Alt. Tradução ao inglês                  | Papel                               |
| ---- | ------------------------------------ | ---------------------------------------- | ----------------------------------- |
| 1977 | Çöpçüler Kralı                       | King of Waste Collectors                 |                                     |
| 1977 | Baskın                               | The Raid                                 |                                     |
| 1978 | Kibar Feyzo                          | Feyzo the Gentle                         | Bilo                                |
| 1978 | Sultan                               | Sultan                                   | Bekçi Kolombo (guarda de segurança) |
| 1978 | Hababam Sınıfı Dokuz Doğuruyor       |                                          | Bilo Ağa (Bilo o Agha)              |
| 1979 | Erkek Güzeli Sefil Bilo              | Bilo the Miserável Beauty King           | Bilo                                |
| 1980 | Talihli Amele                        | The Lucky Worker                         | Mehmet Ali                          |
| 1980 | Banker Bilo                          | Bilo the Banker                          | Bilo                                |
| 1980 | İbişou                               | İbişou                                   | İbişou                              |
| 1980 | Bêş Parasız Adam                     | The Broke Man                            |                                     |
| 1981 | Hababam Sınıfı Güle Güle             | Hababam Grade Good Bye                   | Mehmet Hoca (Mehmet o maestro)      |
| 1981 | Çirkinler de Sever                   | The Ugly Ones May Love                   | Mazlum                              |
| 1982 | Dolap Beygiri                        | The Wheel Horse                          | Ali                                 |
| 1982 | Çiçek Abbas                          | Abbas in Flower                          | Çiçek Abbas                         |
| 1983 | Aptal Kahraman                       | The Dumb Hero                            | Şahan                               |
| 1983 | Şaşkın Ördek                         | Silly Duck                               | Halil İbrahim                       |
| 1983 | Şekerpare                            | Sweetheart                               | Cumali                              |
| 1984 | Kızlar Sınıfı                        | Class of Girls                           | İlyas Hoca                          |
| 1985 | Ya Ya Ya Şa Şa Şa                    | Hurray Hurray                            |                                     |
| 1985 | Uyanıklar Dünyası                    | World of Shifties                        | İlyas                               |
| 1985 | Ekmek Elden Seu Gölden               |                                          |                                     |
| 1985 | Para Babası                          | Tycoon Business                          |                                     |
| 1985 | Fakir Milyoner                       | The Poor Millionaire                     |                                     |
| 1985 | Sarı Öküz Parası                     | Money for The Yellow Ox                  |                                     |
| 1985 | The Sandwich Holding                 |                                          |                                     |
| 1985 | Deliye Hergün Bayram                 | Everyday (is a) Feast for the Dementeds  |                                     |
| 1986 | Sen Neymişsem Be Abi                 |                                          |                                     |
| 1986 | Karaman'ın Koyunu                    | Karaman Type Sheep                       |                                     |
| 1986 | Ben Milyoner Değilim                 | I'm Not A Millionaire                    |                                     |
| 1986 | Ava Giden Avlanır                    | The Bitter Bit                           |                                     |
| 1987 | Aşk Peşinde                          | Chasing the Love                         | İlyas                               |
| 1987 | Gönlü Bol                            | Generous Hearted                         |                                     |
| 1988 | Keklik Ali                           | Ali the Partrdge                         | Ali                                 |
| 1988 | Aptal Aşık                           | Stupid Lover                             |                                     |
| 1989 | Afacan                               | The Impish                               |                                     |
| 1989 | Kınalı Hanzo                         |                                          | İlyas                               |
| 1990 | Aile Bağları                         | Family Ties                              | Deli Fişek (Crazy Craque)           |
| 1990 | Zavallı                              | O Miserável                              | Ali                                 |
| 1992 | Sarı Mercedes                        | Yellow Mercedes                          | Bayram o expatriado                 |
| 1994 | Sarhoş                               | Drunken                                  |                                     |
| 1994 | Talihsiz Bilo                        | Bilo the Unlucky                         | İlyas/Talat                         |
| 1994 | Yoksa Jáşlandım Mı?                  | Did I Get Older?                         |                                     |
| 1995 | Naylon Karı                          | Nylon Dame                               |                                     |
| 1995 | Antika Kabadayı                      | Hidebound Bully                          | Deli Eşref (Eşref o louco)          |
| 1995 | Karımı Aldatamam                     | I Can't Cheat on My Wife                 | Recai                               |
| 1995 | Tek Ayaklı Kuşlar                    | One Legged Birds                         | Lokman                              |
| 1995 | Rambo Ramiz                          | Ramiz the Rambo                          | Rambo Ramiz                         |
| 1997 | Tatil Belası                         | The Vacancy Trouble                      | Dr. Mustafa Özsoy                   |
| 2000 | Şam Fıstık                           | Pistacchio                               |                                     |
| 2003 | Çığlığın Dáğlarda Yükselir           | Your Scream Would Raise on the Mountains |                                     |
| 2003 | Sen Hiç Güneşte Üşüdün Mü?           | Have You Ever Get Cold Under the Sun?    |                                     |
| 2003 | Güneş De Karanlığa Düşer             | Sun Falls in Dark, Too                   |                                     |
| 2006 | Sis ve Gece                          | Fog and Night                            | Cuma                                |
| 2006 | Adressiz Sorgular                    | Unaddressed Queries                      |                                     |
| 2008 | Sevgili Babam                        | Dear Father                              |                                     |
| 2008 | Şeytanın Pabucu                      |                                          | Halil                               |
| 2009 | Çıngıraklı Top                       | Rattled Ball                             | Muzo                                |
| 2014 | სიმინდის კუნძული / Simindis Kundzuli | Corn Island                              | idoso                               |

#### Programas de televisão
| Ano  | Título Original             | Alt. Tradução ao inglês        | Papel                             |
| ---- | --------------------------- | ------------------------------ | --------------------------------- |
| 1980 | Yedi Kocalı Hürmüz          | Hürmüz with Seven Husbands     | Bıçkın Rüstem                     |
| 1994 | Kızlar Sınıfı               | Class of Girls                 |                                   |
| 1997 | Yasemince                   |                                | creditado como convidado especial |
| 1998 | Gülerken Ağladık            | We Cried When We Were Laughing | Mehmet Yabancı                    |
| 2001 | Fakiro                      |                                |                                   |
| 2008 | Ölüm Çiçekleri – Saraybosna | Flowers of Death – Sarajevo    | Eyüp Sabri                        |
| 2010 | Akasya Durağı               | Akasya Station                 | Maho Ağa (Maho Agha)              |

### Director e roteirista
| Ano  | Título Original | Alt. Tradução ao inglês | Papel      | Notas         |
| ---- | --------------- | ----------------------- | ---------- | ------------- |
| 1990 | Zavallı         | O Miserável             | Ali        | Também actuou |
| 1990 | Aile Bağları    | Laços Familiares        | Deli Fişek | Também actuou |